# Бенюк, Михай

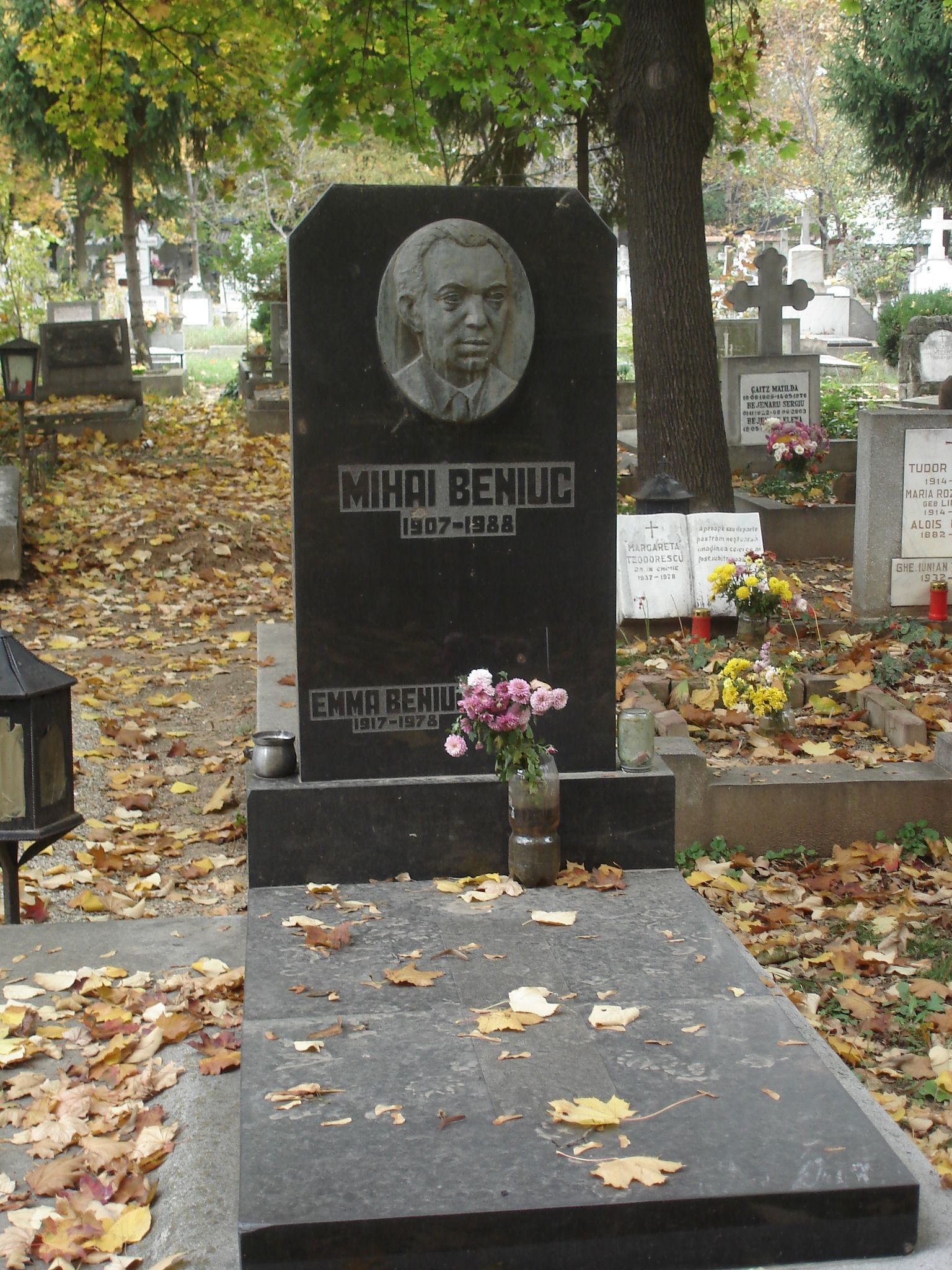
Могила Михая Бенюка на лютеранском кладбище в Бухаресте

Миха́й Беню́к (рум. Mihai Beniuc; 20 ноября 1907 — 24 июня 1988) — румынский поэт, прозаик, психолог и коммунистический общественный деятель. Герой Социалистического Труда Социалистической Республики Румыния (1971).

## Биография
Родился в семье Анастасии и Веселина Бенюков. Литературную деятельность начал в 1926 году в школьной газете «Laboremus» (лат. давайте работать). В 1931 закончил Клужский университет по специальности психология, социология и философия. После этого работал в Университете старшим преподавателем. В это же время вышли его первые поэтические сборники, в которых он вставал на защиту интересов трудящихся, осуждал фашизм и захватническую войну против СССР, приветствовал победу Советского Союза («Песни гибели», 1938; «Поэзии», 1943; «Утерянный город», 1943).
Настоящее признание пришло к Бенюку в 1946 году, после выхода сборника «Человек ждёт рассвета». С 1946 по 1948 год Бенюк занимал пост культурного советника в Москве, вернувшись в Румынию, он обосновался в Бухаресте.
В 1965 году теряет пост президента Союза Писателей и восстанавливается в качестве профессора зоофизиологии в Бухарестском университете.
В послевоенных произведениях славил новую жизнь, отображал социалистическое строительство в Румынии («Человек ждёт рассвета», 1946; «Яблоня у дороги» (Государственная премия, 1954); «Партия меня научила», 1954; «Путешественники в созвездиях», 1958).
Известен как переводчик, в частности «Слова о полку Игореве». Член Румынской АН (с 1955). Секретарь Союза писателей РНР.

## Список произведений

### Поэтические сборники
- Песня гибели (Cântece de pierzanie), 1938
- Ноябрьские песни (Cântece noi), 1943
- Утерянный город (Oraşul pierdut), 1943
- Человек ждёт рассвета (Un om aşteaptă răsăritul), 1946
- Флаги (Steaguri), 1951
- Песня для товарища Георгиу-Деж (Cântec pentru tovarăşul Gheorghiu Dej), 1951
- Партия меня научила (Partidul m-a învăţat), 1954
- Яблоня у дороги (Mărul de lângă drum), 1954
- Стабильность (Trăinicie), 1956
- Азимут (Azimă), 1956
- Старое сердце Везувия (Inima bătrînului Vezuv), 1957
- На час раньше (Cu un ceas mai devreme), 1959

### Проза
- Острие ножу (Pe muche de cuţit), 1959
- Исчезновение обычного человека (Dispariţia unui om de rând), 1963
- Приглушённый взрыв (Explozie înăbuşită), 1971

### На русском языке
- Стихи / Пер. с рум.; [Сост. А. Садецкого]. — М.: Гослитиздат, 1958.
- В долине Кукушки. Комедия в 3-х д. [Авториз. пер. с рум. А. Садецкого]. — М.: Искусство, 1960.
- Вечное пламя: Стихи / Пер. с рум.; [Сост. и ред. А. Садецкого]. — М.: Изд. иностр. лит., 1961.
- Четверть века спустя: [Рассказы] / [Пер. Ал. Костина]. — Бухарест, 1967.
- Стихи / Пер. с рум.; [Предисл. Э. Межелайтиса]. — М.: Худ. лит., 1973.
- Стихи / [Пер. с рум.; Вступ. статья Валентина Ф. Михэеску]. — Бухарест: Румыния, 1982.

## Награды
- Орден Труда I степени (9 июня 1954)[2]
- Орден Звезды Народной Республики Румыния II степени (19 ноября 1957)[3]
- Орден «23 августа» III степени (12 августа 1959)[4]
- Герой Социалистического Труда Социалистической Республики Румыния (4 мая 1971)[5]
- Орден «23 августа» I степени (23 января 1978)[6]
- Медаль «40 лет со дня основания Коммунистической партии Румынии» (6 мая 1961)[7]